# Władysław Orłowski (polityk)
Władysław Orłowski (ur. 23 marca 1921 w Bestwinie, zm. 1 czerwca 2009 w Koszalinie) – polski działacz partyjny i państwowy, przewodniczący Prezydium Miejskiej Rady Narodowej w Koszalinie (1963–1969), I sekretarz Komitetu Miejskiego PZPR w Koszalinie i Komitetu Powiatowego PZPR w Szczecinku.

## Życiorys
Syn Franciszka i Franciszki. W 1948 wstąpił do Polskiej Zjednoczonej Partii Robotniczej, kształcił się w Centralnej Szkole Partyjnej PZPR (1952). W 1952 został II sekretarzem Komitetu Miejskiego PZPR w Słupsku, a w 1953 I sekretarzem Komitetu Miejskiego w Koszalinie. W 1957 wszedł w skład egzekutywy Komitetu Wojewódzkiego PZPR tamże. W 1960 został natomiast I sekretarzem Komitetu Powiatowego PZPR w Szczecinku. Od 8 lutego 1963 do 5 lutego 1969 kierował Prezydium Miejskiej Rady Narodowej w Koszalinie. W kolejnych latach obejmował stanowiska kierownika Wydziału Administracyjnego KW PZPR w Koszalinie (1969) i członka prezydium Wojewódzkiej Komisji Kontrolno-Rewizyjnej w tymże komitecie (1986).
Został pochowany na Cmentarzu Komunalnym w Koszalinie.

## Wyróżnienia
W 1966 otrzymał Odznakę Honorową „Za zasługi w rozwoju województwa koszalińskiego”.